# 奧特朗托
奥特朗托（義大利語：Otranto，舊譯俄特蘭陀）是位於義大利東南部普利亞大區萊切省的一個市镇。人口約有5000人，ISTAT代码为075057。奥特朗托海峡以該市命名。隔海與阿爾巴尼亞相望。位處義大利的最東端。

## 景点
- 奥特朗托城堡
- 圣母领报主教座堂
- 圣伯多禄圣殿，有拜占庭湿壁画